# Weijiazhuang
Weijiazhuang (kinesiska: 魏家庄街道, 魏家庄) är en socken i Kina. Den ligger i provinsen Shandong, i den östra delen av landet, nära eller i provinshuvudstaden Jinan. Antalet invånare är 22 002. Befolkningen består av 7 041 kvinnor och 14 961 män. Barn under 15 år utgör 6,0 %, vuxna 15-64 år 86 %, och äldre över 65 år 7,0 %.
Genomsnittlig årsnederbörd är 841 millimeter. Den regnigaste månaden är juli, med i genomsnitt 315 mm nederbörd, och den torraste är januari, med 6 mm nederbörd.